# Jean-Pierre Le Goff (historien)
Pour les articles homonymes, voir Le Goff et Jean-Pierre Le Goff.
 (septembre 2007).
 (mars 2021).
Si vous disposez d'ouvrages ou d'articles de référence ou si vous connaissez des sites web de qualité traitant du thème abordé ici, merci de compléter l'article en donnant les références utiles à sa vérifiabilité et en les liant à la section « Notes et références ».
Jean-Pierre Le Goff est né le 22 février 1948 à Innsbruck (Autriche). Il est professeur de mathématiques, historien des sciences et des techniques et historien des arts. 

## Biographie
Breton d'origine, né à Innsbrück en Autriche, Jean-Pierre Le Goff a enseigné de 1969 à 2009, année où il prend sa retraite. Il poursuit son travail de transmission et de vulgarisation dans le service public et autres lieux pour pallier ce qu’il estime – à tort ou à raison – relever de défaillances et de dérives du susdit service, depuis une assez belle lurette (loi Haby, a minima).
Plus précisément :
1. les mathématiques dans le secondaire, classique, technique et professionnel et à l'université de Caen (cours de mathématiques en DEUG pour l'UFR des sciences économiques et à l'IUFM de Caen),
2. l'histoire des sciences et des techniques (épistémologie et histoire des sciences, mathématiques, phisiques & alii),
3. les mathématiques, leur pédagogie, leur épistémologie et leur histoire (pour la formation des maîtres du primaire – écoles maternelle et élémentaire –, des enseignants du secondaire – collèges, lycées et lycées professionnels),
4. l'histoire de l’art (des arts graphiques, de la musique, des arts du spectacle & alii dans divers contextes, voir infra).

Repères géographiques et chronologiques de sa carrière d’enseignant :
- à l'IUFM de Basse-Normandie (après avoir contribué par des conférences à la formation continue au CPR, de 1988 à 1991, comme formateur associé, dès sa création, pour les formations initiale et continue en histoire des sciences et des techniques, puis comme enseignant et formateur de 1994 à 2009), dans le cadre de la formation initiale et de la formation continue des enseignants de tous niveaux ; il participe, au sein de cet institut, aux travaux du Groupe de Recherche en Épistémologie et d'Histoire des Sciences et des Techniques ; au-delà de sa charge d'enseignement et de formation, il est cochargé de la mission « culture » dans cet institut de 2004 à 2009 ;
- à l'IREM de Basse-Normandie (1986-2020), dans le cadre du Cercle de lecture en Histoire des Sciences, et pour la formation continue des professeurs de mathématiques ;
- à l'Université de Caen, dans le cadre des enseignements d'épistémologie des sciences (Département de philosophie de l'UFR de sciences humaines, 1985-92), d'histoire des sciences mathématiques (UFR de Sciences et Département de Mathématiques, DEUG A, 1987-1990, Maîtrise de mathématiques pures, 1993-95, DEUG MIAS, 1998-2002) ;
- au Service culturel du Musée du Louvre, pour la formation initiale et continue des conférenciers sur l’Histoire de la perspective (1992) ;
- à l'école régionale des beaux-arts de Caen, pour un cours d'histoire de la perspective valant unité de valeur en DEUG Lettres (histoire de l'art, théorie et pratique, 1993-94) ;
- à l’université de Caen, dans le cadre d'un diplôme universitaire (DU) de Cultures artistiques : approches croisées, créé en 2009 sur une initiative réunissant l’IUFM de Caen et le département de langue et civilisation italiennes (UFR de LVÉ), et reconduit sur trois quadriennaux successifs (histoire de la peinture, de la sculpture, de l'architecture et de la musique, ainsi que des arts du spectacle depuis 2014)
- à l'université populaire de Caen : cours d’histoire et de philosophie des sciences mathématiques (2004-2020) ; cours d'histoire et de philosophie de la théorie architecturale (2006-2009).

Ses travaux de recherche portent sur :
- l'histoire de la perspective et des modes de représentation et l'histoire de la géométrie projective (des origines à nos jours) ;
- sur l'histoire des sciences mathématiques et des techniques aux XVIe et XVIIe siècles (en particulier, géométrie, algèbre et calcul infinitésimal) ;
- sur l'introduction d'une perspective historique dans l'enseignement des mathématiques et des sciences, de la maternelle à l'université ;
- sur la formation des enseignants et la vulgarisation en matière de culture scientifique et technique ;
- sur l'histoire générale du regard, au croisement des arts et des sciences.

Pour ses recherches, il a travaillé dans les structures suivantes – publiques ou associatives :
- le Centre Koyré (EHESS) où il a été chercheur associé à partir de 1990 ;
- le LEIA de l'université de Caen (laboratoire d'études italiennes, ibériques et ibéro-américaines), équipe de la Maison de la recherche en sciences humaines), intégrée aujourd’hui au LASLAR ; à ce titre il a coorganisé plusieurs journées d'études sur l'œuvre de Léonard de Vinci, sur la base, en particulier du Fonds « Corbeau » du CDI/Bibliothèque de Lettres de l'Université de Caen, l'un des quatre fonds documentaires les plus riches sur l'artiste et savant italien, et un colloque international « Léonard de Vinci, entre France et Italie » ; il y contribue à la création du site Routes du livre italien ancien en Normandie (RDLI) ;
- le Groupe de recherche en épistémologie et d'histoire des sciences et des techniques de l'IUFM (2007-2009) ; groupe ensuite élargi à tous les chercheurs de l'université de Caen et intégré à la MRSH ;
- l'Équipe de recherche technologique éducation « Sources Anciennes, Multimédias et Publics Pluriels » (ÉRTé ERSAM) du Centre de recherches sur l'Antiquité (CERLA) de l'université de Caen (2008-2009).
- Il est cofondateur du séminaire interdisciplinaire d'histoire des sciences (SIHS du lycée Malherbe de Caen), du séminaire « Histoire, théorie et pratique de la perspective et des modes de représentation » (CNRS, Lab. UPR21, EHESS, Centre Koyré, École d’Architecture Paris-Villemin, IUT de Sceaux, IREMs de Caen et de Lille, 1987-1996), du Cercle de Lecture de l'IREM de B.-N. et du Groupe d'ÉHST de l'IUFM de B.-N., secrétaire du SIHS et de l'Association Girard Desargues, géomètre français dont il dirige et prépare l'édition des Œuvres complètes.

Il a participé à de nombreux colloques et universités d'été en France et à l'étranger, en particulier à ceux et celles organisés par la Commission inter-IREM d'histoire et d'épistémologie des mathématiques, ainsi qu'au comité de rédaction de la revue Repères-inter-IREM. 
Dans ce contexte général d'intérêt pour l'histoire des sciences et la culture scientifique, spécifique à la vie culturelle caennaise et au milieu irémique, 
- il a participé à l'élaboration de l'exposition « Le Pérugin, exercices sur l'espace » (musée des beaux-arts de Caen, 1984), à l'initiative de l'Association des professeurs d'italien ;
- il a été coconcepteur – avec Didier Bessot et Yves Hellegouarc'h – du colloque Destin de l'art et desseins de la science (université de Caen, 1986) ;
- La transmission de la culture scientifique et sa vulgarisation l'ont conduit aussi à assurer le commissariat de l'exposition Symétries, coorganisée par le Palais de la Découverte, la Cité de la Villette et l'ALIAS de Lille (1994-5).
- Il est codirecteur de la revue Les Cahiers de la Perspective (IREM de B.-N., 7 numéros parus) et des revues La Science à l'âge baroque (IREM/SIHS, 2 numéros parus) et Scholies, Actes du SIHS (16 numéros parus).

Il fut membre – en tant que comédien et scénographe – du Groupe de recherches théâtrales (GRT) de l'université de Caen (1969-1976, dir. Jean-Loup Rivière, 1948-2018) et a participé à la revue L’Autre Scène (théorie et pratique théâtrales, 1970-1976). Le GRT s'est produit au théâtre de Caen, au Théâtre de l'Odéon (Oïdipous) et au festival du théâtre universitaire de 1970 Bérénice de Jean Racine), ainsi que sur France Culture (Traumdeutung d'Edoardo Sanguineti).

## Publications
- COLLECTIF (MONTÈGRE, Gilles & CRÉPEL, Pierre, dir.). François Jacquier. Un Savant des Lumières entre le Cloître et le Monde. Actes du Colloque François Jacquier (1711-1788) : un Religieux dans la République des Lettres et des Sciences au Siècle des Lumières organisé par l’Université P. Mendès-France de Grenoble (Vitry-le-François, 14 & 15 octobre 2011). Nancy, PUN-Edulor (Presses Universitaires de Nancy – Éditions Universitaires de Lorraine), 2017. Avec un article de J.-P. Le Goff : “La place de François Jacquier (1711-1788) dans l’histoire de la perspective et du traitement pré-projectif des courbes algébriques”, pp. 235-307.
- LEGROS, Huguette & LE GOFF, Jean-Pierre (dir.). François d’Assise. Un homme, un saint, des images. coll. « Conférences des Samedis de l’Art du MB-A », vol. n° 3 avec CD-Rom. Cabourg, Éditions des Cahiers du Temps, 2016. “L’image de François d’Assise : aux origines. Naissance d’un portrait et emploi d’une icône”, par Silvia Fabrizio-Costa ; “François d’Assise : une prédication scandaleuse et novatrice”, par Huguette Legros ; “François d’Assise : retour sur image”, par Brigitte Poitrenaud-Lamesi. Réalisation du CD-Rom : J.-P. Le Goff.
- LEGROS, Huguette & LE GOFF, Jean-Pierre (dir.). Monstres & Merveilles. coll. « Conférences des Samedis de l’Art du MB-A », vol. n° 2 avec CD-Rom. Cabourg, Éditions des Cahiers du Temps, 2015. Sommaire : “Monstres et Merveilles au Moyen Âge : héritages, transformations et innovations”, par Huguette Legros ; “Monstration des corps humain et animal à la Renaissance : de la représentation entre imaginaire et rationnel”, par Jean-Pierre Le Goff ; “De quelques créatures fabuleuses, du Moyen Âge à la Renaissance”, par H. Legros ; “Les monstres du Bois sacré de Bomarzo”, par J.-P. Le Goff. Réalisation du CD-Rom : J.-P. Le Goff.
- LEGROS, Huguette & LE GOFF, Jean-Pierre (dir.). La sainteté au féminin. Du Moyen Âge à l’Âge baroque. coll. « Conférences des Samedis de l’Art du MB-A », vol. n° 1 avec CD-Rom. Cabourg, Éditions des Cahiers du Temps, 2015. Sommaire : “Marie-Madeleine au Moyen Âge”, par Huguette Legros ; “Marie-Madeleine, du XVe au XVIIe siècle”, par Silvia Fabrizio-Costa ; “La sainteté au féminin”, par H. Legros. Réalisation du CD-Rom : J.-P. Le Goff.
- DUJARDIN, Laurent & LE GOFF, Jean-Pierre. “Rendre accessible la mesure des grandeurs qui sont réputées ne pas l’être, ou : de la recherche en histoire des sciences à l’introduction d’une perspective historique dans l’enseignement des sciences & des techniques”, pp. 235-270, in : La technologie gréco-romaine. Transmission, restitution et médiation, Actes du Colloque “La technologie gréco-romaine entre restitution et reconstitution : lire entre les lignes, mettre entre les mains”, organisé par l’ÉRTÉ-ÉRSAM (Équipe de Recherche Technologique Éducation “Sources Anciennes Multimédias et publics pluriels” Aux Sources du Savoir, Caen, MRSH-UCBN, 10/12-03-2010). Caen, PUC, 2015.
- LE GOFF, Jean-Pierre. “Entre Mathématiques & Arts graphiques, de bien belles perspectives”[1], in : Math Express – Au Carrefour des Cultures – Complément d’Enquête, supplément numérique à la brochure du Comité International des Jeux mathématiques, Math Express – Au Carrefour des Cultures. Paris, CIJM, 2014.
- LE GOFF, Jean-Pierre. “Le pentagone étoilé doré est-il la perspective d’un pentagone étoilé régulier ? Une propriété perspective du nombre d’or”, texte d’une conférence à l’IREM de Basse-Normandie (14 décembre 2012), in : Le Miroir des Maths n° 13, bulletin de l’IREM de B.-N. Caen, IREM de B.-N., 2014.
- LE GOFF, Jean-Pierre. “Deux pendants de Jean-Baptiste Lallemand : donnent-ils à voir le temps qui fuit en perspective et la vanité qui tombe en ruines ?”, in : Cahiers du musée des beaux-arts de Caen & des Amis des Musées de B.-N., n°3. Caen, SAMBAC, 2014, pp. 14-25.
- LE GOFF, Jean-Pierre. “Quand la raison vacille : démon(s)trer l’incongru”, p. 45-69, in : Le canari du nazi, Essais sur la monstruosité, ouvrage collectif (upcbn, Michel Onfray, dir.), coll. « Universités populaires & Cie ». Paris, Éditions Autrement, 2013.
- LE GOFF, Jean-Pierre. “Sur le vice et les vertus… de l’induction : Le problème dit “du cercle de Moser”, in : Le Miroir des Maths n° 11, bulletin de l’IREM de Basse-Normandie (Rubrique “Questions d’heuristique” n° 1). Caen, IREM de B.-N., septembre 2013.
- LE GOFF, Jean-Pierre. “L’Annonciation et le Mariage de la Vierge de Paris Bordon : un art des lieux”, in : Cahiers du musée des beaux-arts de Caen & des Amis des Musées de B.-N., n°2, Caen, SAMBAC, 2012, p. 6-15.
- COLLECTIF (AGERON, Pierre & BARBIN, Évelyne, coord.), LE GOFF, Jean-Pierre & alii (concept., éd.). Circulation Transmission Héritage, actes du 18e colloque inter-IREM d’Histoire et d’Épistémologie des Mathématiques (Caen, UCBN, 28/29-05-2010). Caen, diff. IREM de B.-N., 2011. Avec trois articles :
- LE GOFF, Jean-Pierre. “La perspective selon Andréa Pozzo et son adaptation chinoise, le Shixue de Nian Xiyao (1729), ou, questions de regards obliques et croisés : de la distance entre deux pensées de la représentation”, pp. 123-152 in : Circulation Transmission Héritage, Actes du 18e colloque inter-IREM d’Histoire et d’Épistémologie des Mathématiques (Caen, UCBN, 28/29-05-2010). Caen, diff. IREM de B.-N., 2011.
- LE GOFF, Jean-Pierre. “Tout ce que uous auez tousiours uoulu sçauoir sur la uie et l’oeuure de Salomon de Caus (ca. 1576 – 1626), et entre autres choses : l’histoire d’un savant du premier XVIIe siècle aliéné au XIXe siècle, et un manuscrit (ca. 1630) inédit de Salomon de Caus à la Bibliothèque de Valenciennes (ms. 339)”, pp. 503-543 in : Circulation Transmission Héritage, Actes du 18e colloque inter-IREM d’Histoire et d’Épistémologie des Mathématiques (Caen, UCBN, 28/29-05-2010). Caen, diff. IREM de B.-N., 2011.
- BESSOT, Didier, LANIER, Denis, LE GOFF, Jean-Pierre & TROTOUX, Didier. “Une relecture de la proposition 46 du livre IV des Coniques d’Apollonios de Pergé, de ses éditions et de ses traductions”, pp. 583-618 in : Circulation Transmission Héritage, Actes du 18e colloque inter-IREM d’Histoire et d’Épistémologie des Mathématiques (Caen, UCBN, 28/29-05-2010). Caen, diff. IREM de B.-N., 2011.
- LE GOFF, Jean-Pierre. “Les deux premiers livres de l’Architettura (1545) de Sebastiano Serlio (1475-1554), traduits par Jehan Martin : un exemple d’ouvrage scientifique bilingue à figures”, in : Actes de la journée LASLAR et RDLI (MRSH-UCBN), Autour du Livre italien ancien en Normandie (IMEC, 19/21-11-2009), vol. 19 de la revue Liminaires (LEIA-LASLAR), sous la dir. de S. Fabrizio-Costa. Berne, Peter Lang, 2011.
- AGERON, Pierre, JENVRIN, Odile & LE GOFF, Jean-Pierre. “De l’architecture aux mathématiques : des lycéens sur le terrain”, in : Actes de la Rencontre des IREM du Grand Ouest (Commission Inter-IREM Épistémologie et Histoire des mathématiques). Rennes, 2010.
- COLLECTIF (BARBIN, Évelyne, dir.). Arts et Sciences à la Renaissance. Actes du colloque de Nantes (oct. 2005). Hors collection. Paris, Ellipses, 2007. Avec deux articles :
- LEGOFF, Jean-Pierre. “De points de distance en points de fuite, une histoire non linéaire de la perspective ?”, chapitre 2 in : Collectif (BARBIN, Évelyne, dir.). Arts et Sciences à la Renaissance. Actes du colloque de Nantes (oct. 2005). Hors collection. Paris, Ellipses, 2007.
- La perspective géométrique dans la tradition française : Jean Pèlerin, dit Viator, et Jean Cousin, dit le Vieux”, chapitre 3, in : Collectif (BARBIN, Évelyne, dir.). Arts et Sciences à la Renaissance. Actes du colloque de Nantes (oct. 2005). Hors collection. Paris, Ellipses, 2007.
- COLLECTIF (BESSOT, D., LANIER, D., LE GOFF, J.-P., LEVARD, M., TROTOUX, D. & al.). L’Espérance du Hollandais, ou : le premier Traité de Calcul du Hasard. Cercle de Lecture en Histoire des Sciences de l’IREM de Basse-Normandie. coll. « Épistémologie & Histoire des Mathématiques ». Paris, Ellipses, 2006.
- LE GOFF, Jean-Pierre. « L’œuvre de Viète et ses héritiers » (chapitre 2), « L’algèbre de Viète selon James Hume » (chapitre 5) et « Bibliographies ». In BARBIN, Évelyne & BOYÉ, Anne. François Viète, un mathématicien français sous la Renaissance. Paris, Vuibert, 2005. Avec deux articles :
- LE GOFF, Jean-Pierre. “L’œuvre de Viète et ses héritiers”, chapitre 2, in : BARBIN, Évelyne & BOYÉ, Anne. François Viète, un mathématicien français sous la Renaissance. Paris, Vuibert, 2005.
- LE GOFF, Jean-Pierre. “L’algèbre de Viète selon James Hume”, chapitre 5, in : BARBIN, Évelyne & BOYÉ, Anne. François Viète, un mathématicien français sous la Renaissance. Paris, Vuibert, 2005.
- LE GOFF, Jean-Pierre. “Bibliographies”, in : BARBIN, Évelyne & BOYÉ, Anne. François Viète, un mathématicien français sous la Renaissance. Paris, Vuibert, 2005.
- LE GOFF, Jean-Pierre. “Regard sur l’œil (autour de La Légende de la Croix de Piero della Francesca)”, dans la rubrique “Art et Science”, in : Pour La Science, n°332, juin 2005, pp. 104-105.
- LE GOFF, Jean-Pierre. “De l’irruption ou invention de l’infini actuel, de l’espace actuellement infini et de l’involution comme invariant numérique dans l’œuvre de Desargues” (“Sull’irruzione o invenzione dell’infinito attuale, dello spazio attualmente infinito e dell’involuzione come invariante nell’opera di Desargues”), in : Actes du Colloque Prospettiva e geometria dello spazio, a cura di Marco Franciosi (Université de Pise et Centro Studi Enriques, Livourne, Italie, 30-31/10/2003). Sarzana/La Spezia, Agorà Edizioni, 2005.
- LE GOFF, Jean-Pierre. “Un nouvel ordre visuel”, in : Textes & Documents pour la classe : Symétrie, n° 883. Paris, SCÉRÉN/CNDP, novembre 2004, pp. 27-30.
- LE GOFF, Jean-Pierre. “Le peintre géomètre”, in : Textes & Documents pour la classe : Symétrie, n° 883. Paris, SCÉRÉN/CNDP, novembre 2004, pp. 45-49.
- LE GOFF, Jean-Pierre. “Le traité d’ombragement de Simon Stevin et sa place dans l’histoire de la perspective”, in : Simon Stevin (1548-1620) : l’émergence de la nouvelle science, ouvrage collectif et Catalogue de l’exposition européenne, version française, à la Bibliothèque royale de Belgique (BrB, Chapelle de Nassau, Mont des Arts, Bruxelles, du 17 septembre au 30 octobre 2004) dans le cadre de la présidence néerlandaise de l’Union européenne en 2004. Turnhout (Belgique), coédition Brepols/BrB, 2004. (LE GOFF, Jean-Pierre. “Het traktaat over verschaduwing van Simon Stevin (1548-1620) en zijn plaats in de geschiedenis van het perspectief”, in : Simon Stevin (1548-1620) of de geboorte van de nieuwe wetenschap, ouvrage collectif et Catalogue de l’exposition européenne, version néerlandaise, à la Kononklijke Bibliotheek van België (KBR, Nassaukapel, Kunstberg, Brussel, van 17 september tot 30 oktober 2004) dans le cadre de la présidence néerlandaise de l’Union européenne en 2004. Turnhout (Belgique), coédition Brepols/KBR, 2004.)
- LE GOFF, Jean-Pierre. ”Piero della Francesca, le géomètre qui nous fit don de la double vue”, in : Art et Imagination scientifique à la Renaissance (Actes du Séminaire du C. A. E. N., MODESCOS, pôle pluridisciplinaire de la MRSH, Université de Caen ; musée des beaux-arts de Caen, 27 février 2004  (ISBN 2-909285-26-X)).
- LE GOFF, Jean-Pierre. “La perspective, la renaissance de l’art (autour de La Flagellation du Christ de Piero della Francesca)”, dans la rubrique “Art et Science”, in : Pour La Science, n°323, septembre 2004, pp. 96-97.
- LE GOFF, Jean-Pierre. “La Ville en représentation”, in : La ville en débat, Actes des Journées sur La Ville, (USTL-Lille III, 1999-2000), sous la dir. de Nabil El-Haggar, Didier Paris et Isam Shahrour. Paris, L’Harmattan, 2003.
- LE GOFF, Jean-Pierre. “Le développement dit « de Laplace » : la face cachée de l’analyste”, in : Laplace et son temps, Actes du Colloque International de Caen (DHOMBRES, Jean & LE GOFF, Jean-Pierre, éd., Archives Départementales du Calvados, Caen, 1999). CD-Rom. Caen, Relais d’Sciences, 2003.
- LE GOFF, Jean-Pierre. “Le dess(e)in perspectif de l’Annonciation de Paris Bordon : parti-pris de recadrage, de hors-cadre, ou de projection de l’en-deça d’un tableau ?”, in : Les Cahiers de la Perspective, Points de vue. N° 7. Caen, IREM de B.-N., décembre 2002.
- LE GOFF, Jean-Pierre. “La Perspective-relief : une mise en espace de l’espace, ou : de l’art de la représentation au concept d’homologie”, in : Les Cahiers de la Perspective, Points de vue. N° 7. Caen, IREM de B.-N., décembre 2002.
- LE GOFF, Jean-Pierre. “La révolution perspective à l’œuvre : d’une certaine représentation du monde à une idée certaine de l’infini actuel”, in : Le Regard, Actes du Colloque de l’Association Freudienne Internationale (Grenoble, 7-9/05/1999). Grenoble, École Rhône-Alpes d’Études Freudiennes, 2002, pp. 109-137. Reprise : “La révolution perspective à l’œuvre : d’une certaine représentation du monde au Quattrocento à une idée certaine de l’infini actuel au XVIIè s.”, in : Les Cahiers de la Perspective, Points de vue. N° 7. Caen, IREM de B.-N., décembre 2002.
- LE GOFF, Jean-Pierre. “Récurrence et invariance : figures du Phœnix en mathématiques”, in : Phénix : mythes et signes, Actes du Colloque international de Caen (12-14 oct. 2000), textes réunis par Silvia Fabrizio-Costa. Bern, Berlin, Bruxelles, New York, Oxford, Wien, Peter Lang, 2002.
- LE GOFF, Jean-Pierre. “De la représentation perspective à une idée certaine de l’infini actuel”, in : Journal Français de Psychiatrie) Clinique, Scientifique & Psychanalytique (JFP), n° 16, Le Regard, 4ème trim. 2001, pp. 11-14. Parution : sept. 2002.
- LE GOFF, Jean-Pierre. “Dalla prospettiva all’infinito geometrico”, in Le Scienze, edizione italiana di Scientific American, dossier L’infinito, Estate (été) 2001. Version italienne de l’arcticle paru en 2000.
- DHOMBRES, Jean & LE GOFF, Jean-Pierre (éditeurs). Laplace et son temps, Actes du Colloque International de Caen (Archives Départementales du Calvados, Caen, 1999). Caen, Relais d’Sciences, 2003 (CD-Rom incluant la forme numérisée et interactive de l’exposition Laplace, un savant normand, réalisée par Relais d'sciences, 1998).
- LE GOFF, Jean-Pierre. “De la perspective à l’infini géométrique”, in Pour la Science, édition française du Scientific American, numéro spécial Les infinis, décembre 2000.
- BARBIN, Évelyne & LE GOFF, Jean-Pierre (dir.). Si le nombre m’était conté…. Paris, Ellipses, 2000.
- LE GOFF, Jean-Pierre. “Langage et symbolisme géométriques dans le De Prospectiva Pingendi de Piero della Francesca”, in Cahiers de la Maison de la Recherche en Sciences Humaines, n° 23, Routes du Langage : codes, enjeux, avatars. Caen, Presses Universitaires de Caen, mai 2000. Rééd. in : Les Cahiers de la Perspective, Points de vue. N° 7. Caen, IREM de B.-N., décembre 2002.
- LE GOFF, Jean-Pierre. “L’épistémologie et l’histoire des sciences dans la formation des maîtres et la définition des programmes d’enseignement”, in Recherche Innovation, Actes de la recherche IUFM de Basse-Normandie (2000). Caen, CRDP/IUFM, 2001.
- LE GOFF, Jean-Pierre. “Une mise en perspective historique de la quatrième proportionnelle à la fonction linéaire”, in Cahiers de la Maison de la Recherche en Sciences Humaines, n° 24, L’épistémologie de la règle de trois. Caen, Presses Universitaires de Caen, déc. 2000.
- FABRIZZIO-COSTA, Silvia & LE GOFF, Jean-Pierre (dir.). Léonard de Vinci entre France et Italie : « miroir profond et sombre » - Leonardo da Vinci tra Italia e Francia, Actes du Colloque international (Caen, MRSH, 3-5 oct. 1996). Caen, Presses Universitaires de Caen, 1999. Avec un article :
- LE GOFF, Jean-Pierre. “Abraham Bosse, lecteur de Vinci, ou : querelle à l’Académie Royale autour du Traité de la Peinture”, in Léonard de Vinci entre France et Italie : «miroir profond et sombre» – Leonardo da Vinci tra Italia e Francia, (Silvia Fabrizio-Costa et J.-P. Le Goff, dir.). Caen, Presses Universitaires de Caen, 1999. Rééd. in : Les Cahiers de la Perspective, Points de vue. N° 7. Caen, IREM de B.-N., décembre 2002.
- COLLECTIF (BESSOT, D., LANIER, D., LE GOFF, J.-P., LEVARD, M., TROTOUX, D. & al.). Aux origines du Calcul infinitésimal. Cercle de Lecture en Histoire des Sciences de l’IREM de Basse-Normandie. coll. « Épistémologie & Histoire des Mathématiques ». Paris, Ellipses, 1999.
- BKOUCHE, Rudolf & LE GOFF, Jean-Pierre. Article “Géométrie”, in Dictionnaire européen des Lumières, sous la dir. de Michel Delon. Paris, P. U. F., 1997, pp. 504-510.
- LE GOFF, Jean-Pierre (éditeur et traducteur). Piero della Francesca : De la Perspective en Peinture, traduction du toscan du De Prospectiva pingendi, introductions et notes. Avec une préface d’Hubert Damisch et une postface de Daniel Arasse. Paris, In Medias Res, 1998. Réédition en 2005.
- LE GOFF, Jean-Pierre (éd.). La Mémoire des Nombres, Actes du Xe colloque inter-IREM d’Épistémologie et d’Histoire des Mathématiques (Cherbourg, 27-28 mai 1994). Caen, IREM de B.-N., 1997. AVec deux articles :
- LE GOFF, Jean-Pierre. “Du nombre dans l’art de la guerre”, in : La Mémoire des nombres, 1997. Rééd. in : BARBIN, Évelyne & LE GOFF, Jean-Pierre (Éds.). Si le nombre m’était conté... Paris : Ellipses, 2000.
- LE GOFF, Jean-Pierre & PLANE, Henri. “Les quatre opérations”, in : La Mémoire des nombres, 1997. Rééd. in : BARBIN, Évelyne & LE GOFF, Jean-Pierre (Éds.). Si le nombre m’était conté... Paris : Ellipses, 2000.
- COLLECTIF. Histoires de Problèmes, Histoire des Mathématiques. Commission inter-IREM d’Épistémologie et d’Histoire des Mathématiques. Paris, Ellipses, 1993. Avec un article :
- BESSOT, Didier & LE GOFF, Jean-Pierre. “Mais où est donc passée la troisième dimension ?”, in Histoires de Problèmes, Histoire des Mathématiques, Paris, Ellipses, 1993. Rééd. en anglais : “How may pictures appear to be real ?”, in : History of Mathematics, Histories of Problems, by The inter-IREM Commission. Paris, Ellipses, 1997.
- LE GOFF, Jean-Pierre. “Le troisième degré au fil d’Euler”, in Repères-IREM, n° 17. Lons-le-Saunier, Topiques-éditions, avril 1996, pp. 85-120. Éd. en anglais : “Cubic Equations at Secondary School level : Following in Euler’s footsteps”, in Repères-IREM, numéro spécial de Repères-IREM, Teaching Mathematics : The Relationship between Knowledge, Curriculum and Practice, sous la dir. d’Évelyne Barbin & de Régine Douady, à l’occasion du Congrès international de l’ICME. Lons-le-Saunier, Topiques-éditions, 1996, pp. 11-34. Éd. en espagnol : “El tercer grado en el segundo ciclo, o el hilo de Euler”, in Repères-IREM, numéro spécial de Repères-IREM, Enseñanza de las Matemáticas : Relación entre Saberes, Programas y Prácticas, sous la dir. d’Évelyne Barbin & de Régine Douady, à l’occasion du Congrès international de l’ICME. Lons-le-Saunier, Topiques-éditions, 1996, pp. 11-34.
- LE GOFF, Jean-Pierre. “L’infini en perspective” in Sciences et Avenir, numéro Hors-Série Comprendre l’infini, mars 1996.
- LE GOFF, Jean-Pierre. “Desargues et la naissance de la géométrie projective” et “Aux sources de la perspective arguésienne”, in : DHOMBRES, Jean & SAKAROVITCH, Joël. Desargues en son temps, Actes du Colloque International Girard Desargues (Paris-Lyon, 26-30/11/1991). Paris, Blanchard, 1994.
- LE GOFF, Jean-Pierre. “Quelques aspects de la vie et de l’œuvre de Girard Desargues (1591-1661), ingénieur, architecte et géomètre lyonnais, précurseur de la géométrie projective”, in La figure et l’espace, Actes du Colloque inter-IREM d’Épistémologie et d’Histoire des Mathématiques de Lyon (31 mai et 1er juin 1991). Lyon, IREM de Lyon, juin 1993.
- LANIER, Denis & LE GOFF, Jean-Pierre. “La classification des courbes du troisième ordre. Aspects algébriques et aspects projectifs”, in La figure et l’espace, Actes du Colloque inter-IREM d’Épistémologie de Lyon (31 mai et 1er juin 1991), juillet 1993. Rééd. in Cahiers de la Perspective n° 6. Caen, juin 1993.
- LE GOFF, Jean-Pierre. “Un auteur méconnu : Jacques-François Le Poivre, et une œuvre oubliée : le Traité des Sections du Cone... Mons, 1708”, in Cahiers de la Perspective, n° 6. Caen, I.R.E.M de B.-N., juin 1993.
- LE GOFF, Jean-Pierre. “Un mémoire d’Alexis-Claude Clairaut (1713-1765) : Sur les courbes que l’on forme en coupant une surface courbe quelconque, par un plan donné de position, et sur les courbes du troisième ordre (1731)”, in Actes de l’Université d’été inter-IREM d’Épistémologie et d’Histoire des Mathématiques de Lille (7-13 juillet 1990). Lille, IREM de Lille, novembre 1993. Rééd. in Cahiers de la Perspective n° 6. Caen, IREM de B.-N., juin 1993.
- LE GOFF, Jean-Pierre. “Les Recherches sur les courbes à double courbure (Paris, 1731) d’Alexis-Claude Clairaut (1713-1765)”, in Cahiers de la Perspective n° 6. Caen, IREM de B.-N., juin 1993.
- LE GOFF, Jean-Pierre. “La perspective en 1ère scientifique : une certaine suite dans les idées”, in Repères-IREM, n° 7. Lons-le-Saunier, Topiques-éditions, avril 1992.
- BESSOT, Didier, HELLEGOUARC'H, Yves & LE GOFF, Jean-Pierre (dir.). Destin de l’Art, Desseins de la Science, Actes du Colloque ADERHEM de Caen (Université de Caen, oct. 1986). Caen, ADERHEM et IREM de B.-N., 1991. Avec deux articles :
- LE GOFF, Jean-Pierre. “Aux confins de l’art et de la science : De prospectiva pingendi de Piero della Francesca”, in : D. Bessot, Y. Hellegouarc’h et J.-P. Le Goff, (éd.), Destin de l’Art, Desseins de la Science, Actes du Colloque ADERHEM de Caen (oct. 1986). Caen, ADERHEM et IREM de B.-N., 1991.
- LE GOFF, Jean-Pierre. “L’a-perspective chinoise”, in : D. Bessot, Y. Hellegouarc’h et J.-P. Le Goff, (éd.), Destin de l’Art, Desseins de la Science, Actes du Colloque ADERHEM de Caen (oct. 1986). Caen, ADERHEM et IREM de B.-N., 1991.

## Expositions & autres manifestations
- 1984 : Exposition et catalogue Le Pérugin, exercices sur l’espace, musée des beaux-arts de Caen, janvier-mars 1984. Exposition associée et catalogue : Traités de perspective et d’Architecture à la Renaissance, Bibliothèque municipale de Caen, février 1984.
- 1985-1986 : Conseil pour l’élaboration de l’exposition L’univers actionné (Théâtre d’Evreux, janvier-février 1986).
- 1987-1989 : Coconception et corédaction d’un Opera matematica : les mathématiques à l’âge baroque, conférence avec projection et concert représentée au Colloque inter-IREM de Strasbourg (mai 1987), à Caen (septembre 1987), au Mans (février 1988 et Colloque Mersenne, Le Mans, septembre 1988), et Colloque de Lille, La Naissance du projectif, (mars 1989, en collaboration avec l’ensemble instrumental baroque, La Quinte du Loup).
- 1991-1994 : Conception d'un projet d'exposition, Les travers de la perspective et d’un CD-Rom sur l’histoire de la perspective au travers des collections du musée des beaux-arts de Caen (inédits).
- 1992-1993 : Expertise et coconception avec Olivier Auber de l’exposition Symétries, (coproduction du Palais de la Découverte, de la Cité des Sciences de la Villette et de l’ALIAS de Lille, juin 1993 : Palais de la Découverte ; mai 1994 : Palais de la Découverte, Cité des Sciences). Réalisation des bandes-son, en collaboration avec Émile Noël (France Culture, INA).